# Добчице (гмина)
Добчице (пол. Dobczyce) — городско-сельская гмина (волость) в Польше, входит как административная единица в Мысленицкий повет, Малопольское воеводство. Население — 13 783 человека (на 2004 год).

## Демография
| Перепись                       | Всего   | Всего | Женщины | Женщины | Мужчины | Мужчины |
| ------------------------------ | ------- | ----- | ------- | ------- | ------- | ------- |
| Единицы                        | человек | %     | человек | %       | человек | %       |
| Население                      | 13 783  | 100   | 6936    | 50,3    | 6847    | 49,7    |
| Плотность населения (чел./км²) | 206,9   | 206,9 | 104,1   | 104,1   | 102,8   | 102,8   |

## Сельские округа
1. Беньковице
2. Бжончовице
3. Бжезова
4. Дзекановице
5. Кендзежинка
6. Корнатка
7. Нездув
8. Нова-Весь
9. Рудник
10. Серакув
11. Скшинка
12. Стадники
13. Стоёвице

## Соседние гмины
1. Гмина Гдув
2. Гмина Мысленице
3. Гмина Рацеховице
4. Гмина Сеправ
5. Гмина Величка
6. Гмина Виснёва